# Brummen
Brummen és un municipi de la província de Gelderland, al centre-oest dels Països Baixos. L'1 de gener del 2009 tenia 21.179 habitants repartits sobre una superfície de 85,10 km² (dels quals 1,05 km² corresponen a aigua). Limita al nord amb Voorst, Zutphen i Apeldoorn, al sud-est amb Bronckhorst i al sud-oest amb Rozendaal i Rheden.

## Centres de població
Broek, Cortenoever, Eerbeek, Empe, Hall, Leuvenheim, Oeken, Tonden i Voorstonden.

## Administració
El consistori consta de 19 membres, compost per:
- Partit del Treball, (PvdA) 8 regidors
- IPV, 5 escons
- Crida Demòcrata Cristiana, (CDA) 3 regidors
- Partit Popular per la Llibertat i la Democràcia, (VVD) 3 regidors

## Agermanaments
- Krotoszyn
- Kōriyama